# Steolstjärnarna (Norra Ny socken, Värmland, 670714-136005)
Steolstjärnarna är en sjö i Torsby kommun i Värmland och ingår i Göta älvs huvudavrinningsområde.